# Zoltán Szarka
Zoltán Szarka (Csorna, 12 de agosto de 1942-18 de abril de 2016) fue un futbolista húngaro que jugaba en la posición de portero.

## Selección nacional
Jugó un partido con la selección de fútbol de Hungría. Lo hizo el 22 de octubre de 1968, tras ser convocado por el seleccionador húngaro Károly Lakat para los Juegos Olímpicos de México 1968, contra Japón, en un encuentro que finalizó con un resultado de 0-5 a favor del combinado húngaro. Además se hizo con la medalla de oro en dicho torneo.

### Participaciones en Juegos Olímpicos
| Juegos Olímpicos                | Sede   | Resultado | Partidos | Goles |
| ------------------------------- | ------ | --------- | -------- | ----- |
| Juegos Olímpicos de México 1968 | México | Campeón   | 1        | 0     |

## Clubes
| Club                 | País    | Año         | Partidos | Goles |
| -------------------- | ------- | ----------- | -------- | ----- |
| Szombathelyi Haladás | Hungría | 1961 - 1980 | 244      | 0     |

## Palmarés

### Campeonatos internacionales
| Título                     | Club                           | País    | Año  |
| -------------------------- | ------------------------------ | ------- | ---- |
| Juegos Olímpicos de México | Selección de fútbol de Hungría | Hungría | 1968 |